# Первомайский машиностроительный завод
Первомайский машиностроительный завод «Первомайськдизельмаш» — промышленное предприятие в городе Первомайск Николаевской области Украины.

## История
В ходе строительства в 1867 году железной дороги Балта — Ольвиополь (в 1868 году продолженной до Елисаветграда) у села Голта Ананьевского уезда Херсонской губернии Российской империи был построен железнодорожный мост через реку Южный Буг. Это способствовало экономическому развитию села - во время строительства моста немец Фридрих Гейне открыл в нём мастерскую по изготовлению заклёпок для нового моста и ремонту молотилок. 
В дальнейшем, мастерские были расширены, и в 1875 году на их базе был создан механический завод Гейне, выпускавший конные молотилки, оборудование для мельниц, сельскохозяйственный инвентарь и иные металлоизделия.
В 1895 году инженер-механик Генрих Фаатц построил механический завод поблизости от завода Гейне. 
Условия труда на механических заводах Голты были тяжёлыми, рабочий день составлял от 10 до 12 часов, а зарплаты были низкими. Начавшийся в 1900 году экономический кризис осложнил положение, и в 1903 году рабочие механического завода Гейне начали забастовку, выдвинув требования уменьшить продолжительность рабочего дня до десяти часов. Их поддержали рабочие завода Фаатца, кожевенного завода и других предприятий.
После начала первой мировой войны завод Гейне получил военные заказы, позднее он был передан в ведение Одесского военно-промышленного комитета, однако в связи с мобилизацией части рабочих в действующую армию продолжительность рабочего дня была увеличена и достигала 15 - 16 часов.
После Февральской революции рабочие завода создали профсоюз металлистов и приняли активное участие в общественно-политической жизни. После проведения в декабре 1917 года съезда Советов на заводах Гейне и Фаатца был установлен рабочий контроль, однако 18 марта 1918 года Голту оккупировали немецкие войска (которые оставались здесь до ноября 1918 года). В условиях оккупации на заводах Гейне и Фаатца действовали две подпольные группы (Я. Мельника и Уляницкого), которые вели агитацию среди населения, распространяли листовки и саботировали выполнение распоряжений немцев.
7 марта 1919 года Голту заняли части РККА, и находившиеся здесь предприятия были национализированы. 1 мая 1919 года село Голта, местечко Богополь и город Ольвиополь были объединены в город Первомайск. 3 сентября 1919 года город заняли войска ВСЮР, но 2 февраля 1920 года они были выбиты советскими войсками. Летом 1920 года началось восстановление промышленных предприятий, и в результате объединения заводов Гейне и Фаатца был создан Первомайский машиностроительный завод имени 25 Октября.
В августе 1920 года была отремонтирована мартеновская печь, что позволило возобновить выплавку стали и ускорить восстановление остальных заводов. В 1923 году завод произвёл 4237 пудов чугунного и медного литья, а также выпустил первые двигатели мощностью от 7 до 45 лошадиных сил (на общую сумму 54 357 рублей). В 1925 году все промышленные предприятия Первомайска были восстановлены.
В 1927 году завод начал производство нефтяного двигателя «Метеор» мощностью 24 л.с.
6 ноября 1928 года Первомайская ГЭС дала первый ток, после чего завод был электрифицирован.
После начала Великой Отечественной войны в связи с приближением линии фронта началась эвакуация завода в город Балаково Саратовской области, но 3 августа 1941 года город был оккупирован немецко-румынскими войсками. Находившаяся на правом берегу часть города (где находился завод) осталась в румынской зоне оккупации и была включена в состав губернаторства "Транснистрия", а при отступлении - взорвали завод. 22 марта 1944 года город был освобождён советскими войсками.
Восстановление предприятия началось в 1944 году, значительную помощь в этом оказали строители Харькова. Первым был запущен литейный цех, в 1949 году завод досрочно выполнил плановый объем производства четвёртой пятилетки. В 1950 году инженер-новатор Г. С. Невеженко был награжден Государственной премией СССР за разработку конструкции нового токарного станка и внедрение новых технологий в производство.
В 1956 году завод освоил выпуск судовых среднеоборотных дизелей 6ЧРП 25/34 мощностью 300 л.с. и дизель-генераторов мощностью 200 кВт на их базе.
В 1963 году был создан судовой дизель 6ЧН25/34 с газотурбинным наддувом мощностью 450 л.с., в 1964 году — судовой дизель-генератор ДГР300/500 мощностью 300 кВт.
В 1969 году за производственные достижения завод был внесён в Ленинскую книгу трудовой славы, а отличившиеся рабочие завода награждены ленинскими юбилейными медалями.
В 1975 году завод был награждён орденом Трудового Красного Знамени.
В целом, в советское время завод входил в число ведущих предприятий города, на его балансе находился жилой фонд и другие объекты социальной инфраструктуры.
После провозглашения независимости Украины, в 1993 году государственное предприятие было преобразовано в открытое акционерное общество. 
В 2010 году завод был реорганизован в общество с дополнительной ответственностью.
В 2016 - 2018 гг. завод освоил производство сельскохозяйственных машин.

## Современное состояние
Завод специализируется на выпуске среднеоборотных двигателей, двигатель-генераторов и когенерационных установок на их базе в диапазоне электрической мощности от 315 до 750 кВт, с дополнительной выработкой до 1065 кВт/час тепловой энергии в режиме когенерации, а также сельхозмашин и сельхозинвентаря.  